# Arthur Benjamin
Arthur Leslie Benjamin (Sídney, 18 de septiembre de 1893 – Londres, 10 de abril de 1960) fue un compositor, pianista, director y profesor australiano. Es sobre todo conocido por ser el compositor de Rumba jamaicana (1938) y de Storm Clouds Cantata, que aparecieron en las dos versiones de la película de Alfred Hitchcock El hombre que sabía demasiado de 1934 y 1956.

## Biografía
Arthur Benjamin nació en Sídney en una familia judía, aunque fue un judío no practicante. Sus padres se mudaron a Brisbane cuando Arthur tenía tres años. A la edad de seis años, hizo su primera aparición pública como pianista y su formación musical formal comenzó tres años después con George Sampson, organista de la catedral de San Juan y organista de la ciudad de Brisbane. En 1911, Benjamin ganó una beca de la Brisbane Grammar School para el Royal College of Music (RCM), donde estudió composición con Charles Villiers Stanford, armonía y contrapunto con Thomas Dunhill y piano con Frederic Cliffe.
En 1914 se unió al Cuerpo de Entrenamiento de Oficiales, recibiendo una comisión temporal en abril de 1915. Sirvió inicialmente en la infantería como 2.º teniente con el 32.º Batallón de los Fusileros Reales y en noviembre de 1917 fue agregado al Royal Flying Corps. El 31 de julio de 1918, su avión fue derribado sobre Alemania por el joven Hermann Göring, y pasó el resto de la contienda como prisionero de guerra alemán en el campo de internamiento de Ruhleben, cerca de Berlín. Allí conoció al compositor Edgar Bainton, que había estado internado desde 1914 y que más tarde se convertiría en director del Conservatorio de Música del Estado de Nueva Gales del Sur.
El manuscrito de la Sonata para violín en mi menor, inédita, lleva la fecha de 1918, la única obra que se conserva de ese año y una de las pocas escritas por Benjamin durante la guerra.
Regresó a Australia en 1919 y se convirtió en profesor de piano en el Conservatorio de Música del Estado de Nueva Gales del Sur, en Sídney. Regresó a Inglaterra en 1921 para convertirse en profesor de piano en el Royal College of Music. Tras su nombramiento en 1926 para una cátedra que ocupó durante los siguientes trece años en el College, Benjamin desarrolló una importante carrera como profesor de piano. Sus alumnos más conocidos de esa época incluyen a Muir Mathieson, Peggy Glanville-Hicks, Miriam Hyde, Joan Trimble, Stanley Bate, Bernard Stevens, Lamar Crowson, Alun Hoddinott, Dorian Le Gallienne, Natasha Litvin (más tarde esposa de Stephen Spender y destacada concertista de piano), William Blezard y Benjamin Britten, cuya suite Holiday Diary para solo de piano está dedicada a Benjamin e imita muchos de los gestos de su maestro.
Continuó escribiendo obras de cámara durante los años siguientes: Tres piezas para violín y piano (1919–24); Three Impressions (cuarteto vocal y de cuerda, 1919); Five Pieces for Cello (Cinco piezas para violonchelo, 1923); Pastoral Fantasy (cuarteto de cuerdas, 1924), que ganó un premio Carnegie ese año; Sonatina (violín y piano, 1924).
Las obras orquestales se hicieron más comunes después de 1927: Rhapsody on Negro Themes (Rapsodia sobre temas negros, MS 1919); Concertino para piano y orquesta (1926-1927); Light Music Suite (Suite de música ligera, 1928); Overture to an Italian Comedy (Obertura de una comedia italiana, 1937); Suite Cotillon (1938). También aparecieron más de veinte canciones y arreglos corales meticulosamente elaborados.
También fue juez y examinador de la Associated Board of the Royal Schools of Music, lo que lo llevó a lugares como Australia, Canadá o las Indias Occidentales Británicas. Fue en las Indias Occidentales donde descubrió la melodía autóctona (Mango Walk) en la que basó su pieza más conocida, Jamaican Rumba, una de las Two Jamaican Pieces, compuesta en 1938, por la que el gobierno de Jamaica le facilitaba un barril gratis de ron al año como agradecimiento por dar a conocer su país.
Su Concierto para violín de 1932 fue estrenado por el violinista español Antonio Brosa con Benjamin dirigiendo la Orquesta Sinfónica de la BBC. En 1935 acompañó al violonchelista canadiense de 10 años Lorne Munroe en una gira de conciertos por Europa. Tres años más tarde escribió una Sonatina para Munroe, quien más tarde se convirtió en el violonchelista principal de la Orquesta de Filadelfia y la Filarmónica de Nueva York, y también grabó la pieza.
Su Fantasía romántica para violín, viola y orquesta fue estrenada por Eda Kersey y Bernard Shore en 1938, bajo la dirección del compositor. Su primera grabación fue con Jascha Heifetz y William Primrose.
Renunció a su puesto en el Royal College of Music y se fue para establecerse en Vancouver, Columbia Británica, Canadá, donde permaneció durante la guerra. En 1941 fue nombrado director de la recién formada Orquesta Sinfónica de la CBC, ocupando el puesto hasta 1946. Durante este tiempo dio 'literalmente cientos' de primeras actuaciones canadienses. Después de una serie de charlas en la radio y conciertos, además de enseñar música, dirigir y componer, se convirtió en una figura importante en la vida musical canadiense. Visitó con frecuencia los Estados Unidos, retransmitiendo y organizando muchas actuaciones de música británica contemporánea. También fue profesor residente en el Reed College, en Portland, Oregón entre 1944 y 1945. Entre sus estudiantes más notables se encontraba la compositora Pamela Harrison.
La Elegiac Mazurka de 1941 fue encargada como parte del volumen conmemorativo del 'Homenaje a Paderewski' en honor al pianista polaco que había muerto ese año. En 1945 se publicó un arreglo de piano solo abreviado de la Rumba jamaicana.
Las otras obras originales más importantes escritas durante la década de 1950 fueron el Concierto de armónica (1953), escrito para Larry Adler, quien lo interpretó muchas veces y lo grabó al menos dos veces; el ballet Orlando's Silver Wedding (Las bodas de plata de Orlando, 1951), Tombeau de Ravel para clarinete y piano, un segundo cuarteto de cuerda (1959) y el Quinteto de viento (1960). Sentía admiración por Maurice Ravel, cuya influencia es más obvia en Tombeau de Ravel y en la muy anterior Suite de 1926 para piano solo.
Fue honrado por la Worshipful Company of Musicians con la concesión de la Medalla Walter Willson Cobbett en 1956. Entre sus alumnos se encontraba John Carmichael.
Arthur Benjamin murió el 10 de abril de 1960, a la edad de 66 años, en el Hospital de Middlesex de Londres, a raíz de una reaparición del cáncer que lo había atacado por primera vez tres años antes. Una explicación alternativa de la causa inmediata de la muerte fue la hepatitis, contraída mientras Benjamin y su pareja, Jack Henderson, un canadiense que trabajaba en la industria editorial de música.

## Óperas
Benjamin escribió cuatro óperas. La ópera en un acto The Devil Take Her, con libreto de Alan Collard y John B. Gordon, fue producida por primera vez en el Royal College of Music el 1 de diciembre de 1931, dirigida por Thomas Beecham. Otro obra de un acto, Prima Donna (1932) tuvo que esperar hasta el 23 de febrero de 1949 para su estreno, en el Fortune Theatre de Londres. Su libreto era de Cedric Cliffe, hijo del profesor de piano de Benjamin en el Royal College of Music, Frederic Cliffe.
A Tale of Two Cities (1950) y Mañana fueron óperas de larga duración. El libretista de la primera fue nuevamente Cedric Cliffe. Producida por primera vez por Dennis Arundell durante el Festival of Britain en 1951, ganó una medalla de oro y luego fue transmitida en vivo por la BBC Radio 3 el 17 de abril de 1953. Después de esta presentación, Benjamin revisó la pieza en su versión final. La ópera se produjo con éxito de esta forma en San Francisco en abril de 1960, sólo unos días antes de su muerte. Mañana fue encargada en 1955 y producida por la televisión de la BBC el 1 de febrero de 1956. Desafortunadamente, fue juzgada como un fracaso en ese momento y no se representó más.
Una quinta ópera, Tartuffe, con libreto de Cedric Cliffe basado en la obra de Molière, quedó inconclusa a la muerte de Benjamin. La partitura fue completada por el compositor Alan Boustead y la obra fue producida por la New Opera Company en Sadler's Wells el 30 de noviembre de 1964, dirigida por Boustead. Esta parece haber sido la única representación de esta ópera.

## Películas
Benjamin fue igualmente activo como compositor de música para películas, comenzando en 1934 con La Pimpinela Escarlata, una adaptación de música de la era napoleónica, y El hombre que sabía demasiado (1934, y luego 1956) de Alfred Hitchcock, para la que Benjamin compuso la Storm Clouds Cantata. Otras partituras incluyeron las de la película de Alexander Korda de 1947 de An Ideal Husband, The Conquest of Everest, The Cumberland Story (1947), Steps of the Ballet (British Council/Central Office of Information 1948), Master of Bankdam (Holbein Films 1947), Above Us the Waves (1955) y Fire Down Below (1957). Si bien la mayoría de sus partituras están archivadas en la Biblioteca Británica, las partituras de sus películas están completamente perdidas. Aparte de la edición de Boosey & Hawkes de An Ideal Husband, la única partitura que ha sobrevivido es Storm Clouds Cantata.

## Homenajes de otros compositores
Herbert Howells escribió una suite orquestal The Bs, en cinco movimientos, cada uno celebrando a un amigo cercano. La obra se interpretó por primera vez en 1914 y termina con un movimiento de marcha heráldico titulado 'Benjee', en el que se saluda a Arthur Benjamin, quien el año anterior había dado el estreno del Concierto para piano número 1 de Howells. La pieza orquestal de Howells Procession (escrita para los Proms de 1922) está dedicada a Benjamin. Benjamin, a su vez, más tarde dedicó su Saxophone Blues (1929) a Howells.
El pianista y compositor australiano Ian Munro, que tiene una afinidad especial con Arthur Benjamin y ha grabado muchas de sus obras para piano, ha escrito una pequeña biografía de Benjamin.